# (11909) 1992 HD5
(11909) 1992 HD5 là một tiểu hành tinh vành đai chính. Nó được phát hiện bởi Henri Debehogne ở Đài thiên văn La Silla ở Chile ngày 25 tháng 4 năm 1992.